# Гришковцы
Гри́шковцы (укр. Гришківці) — посёлок в Бердичевском районе Житомирской области Украины.

## Географическое положение
Находится в 5 км к северо-востоку от Бердичева.

## История
Поселение известно с 1775 года.
В ходе Великой Отечественной войны посёлок был оккупирован немецкими войсками.
В январе 1959 года численность населения составляла 4485 человек.
В 1978 году численность населения составляла 5 тыс. человек, здесь действовали плодоовощной консервный завод Бердичевского совхоза-завода, комбинат бытового обслуживания, две восьмилетние школы, медицинская амбулатория, Дом культуры, кинотеатр и две библиотеки.
В январе 1989 года численность населения составляла 4 578 человек.
На 1 января 2013 года численность населения составляла 4 297 человек.
Представляет собой большое село, состоящее более чем из сотни одноэтажных домов.
В посёлке расположены Свято-Димитровский храм и Бердичевская специальная общеобразовательная школа-интернат.

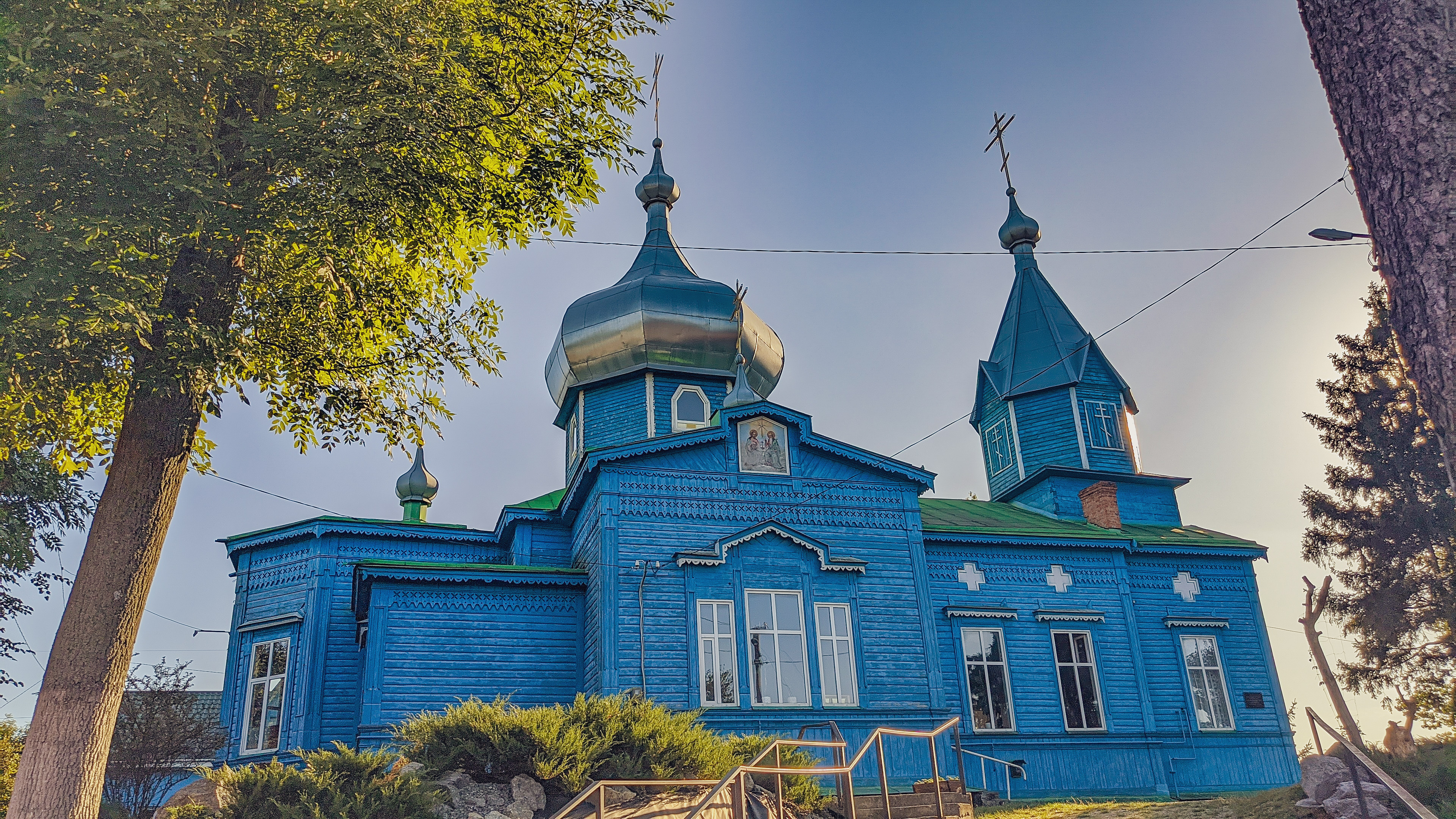
Один из 8 деревянных храмов Бердичевского района, Житомирской области

## Транспорт
Через пгт проходит автодорога М-21.

## Адрес местного совета
13337, Житомирская обл., Бердичевский р-н, пгт. Гришковцы, ул. Красный Луч, 4

## Известные жители
- Перегуда, Пётр Устинович — Герой Советского Союза
- Флейшман, Алексей Дементьевич — Герой Советского Союза